# It Was a Short Summer, Charlie Brown
It was a Short Summer, Charlie Brown (no Brasil: Foi um curto verão, Charlie Brown [estúdio Maga] ou Foi um rápido verão, Charlie Brown [estúdio VTI] é o sexto especial de TV dos Peanuts, lançado em 1969 e exibido na CBS. No Brasil foi exibido pelo SBT (anos 80, com dublagem da Maga) e pela Rede Record (entre 2007 e 2008), e também foi veiculado em fitas VHS (também nos anos 80 e com dublagem Maga) e recentemente em DVD.

## Sinopse
Logo após o retorno das férias de verão, Charlie Brown e seus colegas de escola recebem a tarefa de escrever uma redação sobre como foram as férias deles. Enquanto Charlie Brown, Lino e Lucy escrevem, aparecem flashbacks de suas férias, cujo evento principal foi um acampamento regado a competições esportivas.

## Trilha Sonora
Composta pelo pianista Vince Guaraldi, tal como nos especiais anteriores. As músicas de maior destaque são:
- It was a Short Summer, Charlie Brown (música-tema do especial)
- Linus and Lucy
- It's your dog, Charlie Brown
- You're in love, Charlie Brown
- Oh, Good Grief
- Charlie Brown Theme (não confundir com Linus and Lucy)
- Surfin Snoopy
- Pack up your troubles in old kit bag (canção militar da época da Primeira Guerra Mundial)
- There's a long, long trail (canção militar da época da Primeira Guerra Mundial)

A maioria das músicas são encontradas nos álbuns Oh, Good Grief e A boy named Charlie Brown de Vince Guaraldi. A música-tema deste especial não foi lançada em nenhum álbum de Vince Guaraldi, porém foi regravada pelo pianista George Winston.